# 孔陵駅
孔陵駅（コンヌンえき）は大韓民国ソウル特別市蘆原区孔陵洞にある、ソウル交通公社7号線の駅。駅番号は716。ソウル科学技術大という副駅名がある。

## 駅構造
相対式ホーム2面2線を有する地下駅で、フルスクリーンタイプのホームドアが設置されている。改札階は地下1階、ホーム階が地下4階にあり、エレベータ・エスカレータが設置されている。ただし、上り方面ホームにあるエレベータは地下2階までしか行かず、地下2階で改札階 - 下りホーム間のエレベータに乗り換える必要がある。改札口は1ヶ所あり、化粧室は改札外にある。
出入口は1番から4番までの合計4ヶ所ある。

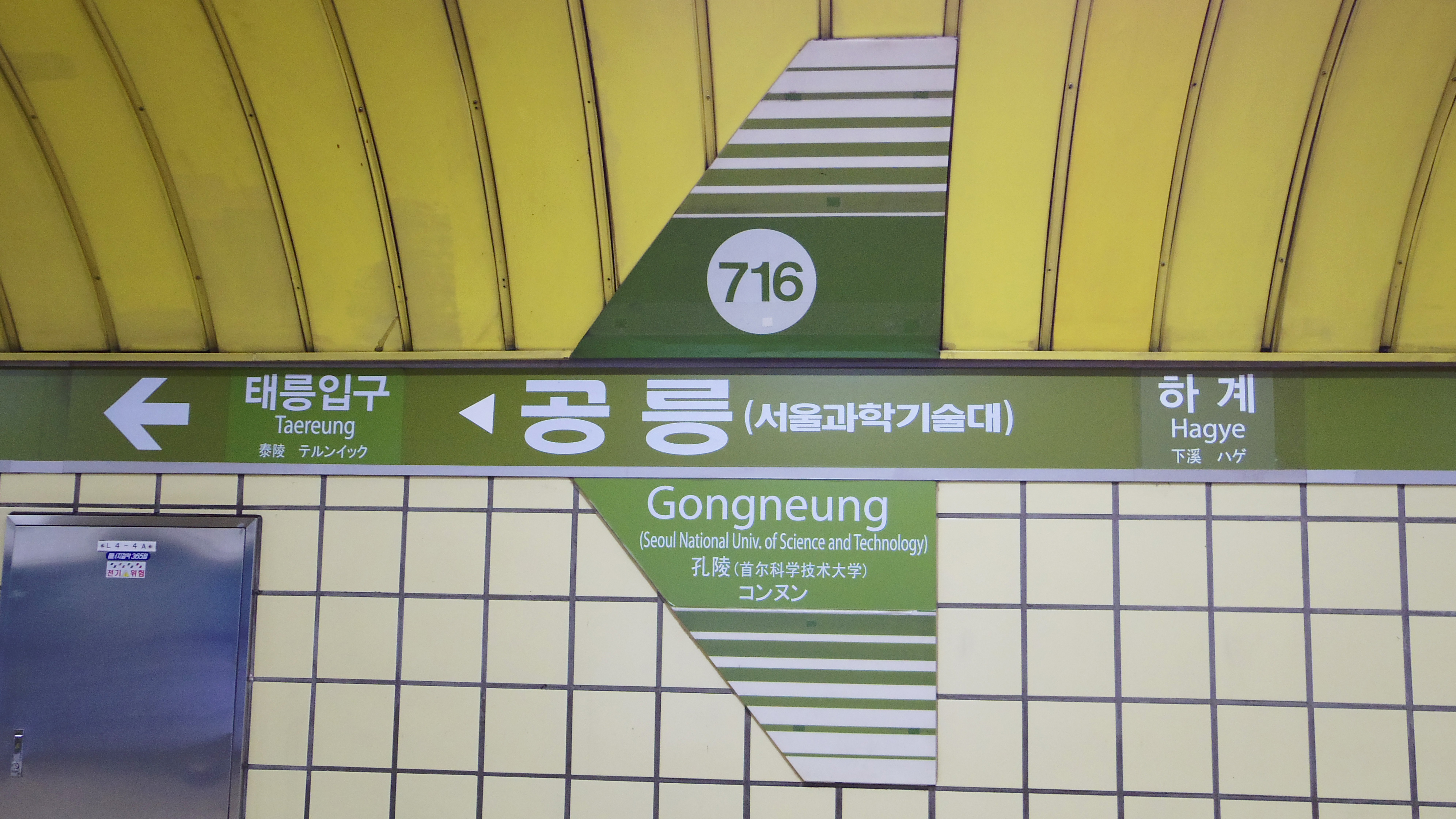
駅名標
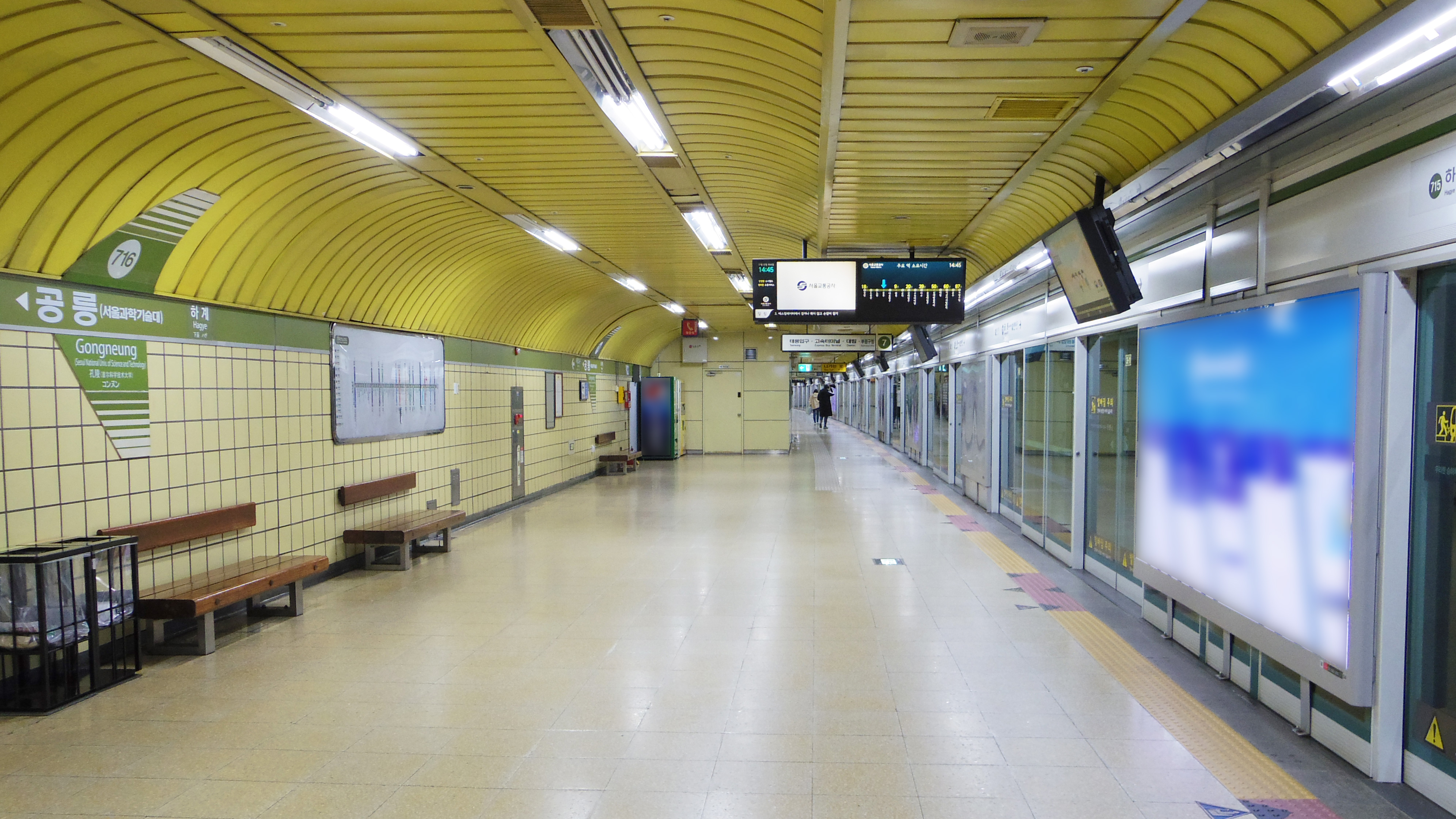
ホーム(2018年11月)

### のりば
- 案内上ののりば番号は設定されていない。

| 上り | 7号線 | 蘆原・道峰山・長岩方面               |
| 下り | 7号線 | 君子・高速ターミナル・大林・温水方面 |

## 利用状況
近年の一日平均利用人員推移は下記のとおり。
| 路線  | 路線     | 2000年 | 2001年 | 2002年 | 2003年 | 2004年 | 2005年 | 2006年 | 2007年 | 2008年 | 2009年 | 出典  |
| ----- | -------- | ------ | ------ | ------ | ------ | ------ | ------ | ------ | ------ | ------ | ------ | ----- |
| 7号線 | 乗車人員 | 10,622 | 13,158 | 14,342 | 14,654 | 14,549 | 14,248 | 14,221 | 13,980 | 13,669 | 13,277 | [ 1 ] |
| 7号線 | 降車人員 | 10,046 | 12,317 | 13,488 | 13,901 | 13,758 | 13,805 | 13,785 | 13,553 | 13,278 | 13,025 | [ 1 ] |
| 7号線 | 乗降人員 | 20,667 | 25,475 | 27,830 | 28,555 | 28,307 | 28,053 | 28,006 | 27,533 | 26,947 | 26,302 | [ 1 ] |
| 路線  | 路線     | 2010年 | 2011年 | 2012年 | 2013年 | 2014年 | 2015年 | 2016年 | 2017年 |        |        | [ 1 ] |
| 7号線 | 乗車人員 | 13,560 | 13,727 | 13,595 | 13,760 | 13,612 | 13,394 | 13,217 | 13,024 |        |        | [ 1 ] |
| 7号線 | 降車人員 | 13,392 | 13,564 | 13,406 | 13,525 | 13,413 | 13,202 | 13,011 | 12,876 |        |        | [ 1 ] |
| 7号線 | 乗降人員 | 26,952 | 27,291 | 27,001 | 27,285 | 27,025 | 26,596 | 26,228 | 25,900 |        |        | [ 1 ] |

## 駅周辺
- ソウル科学技術大学校
- 東山情報産業高等学校
- 京畿機械工業高等学校
- ソウル孔硯初等学校
- KT孔陵支店
- 孔陵1・3洞住民センター
- 東信アパート
- 孔陵市場
- 花郎アパート
- 原子力病院
- 中浪川

## 歴史
- 1996年10月11日 - 開業。

## 隣の駅
ソウル交通公社
 7号線
下渓駅 (715) - 孔陵駅 (716) - 泰陵入口駅 (717)　